# Палапра, Жан
Жан Палапра, сеньор Биго (фр. Jean de Palaprat; май 1650, Тулуза — 14 октября 1721, Париж), — французский юрист и драматург.

## Биография
Жан Палапра происходил из уважаемой тулузской семьи, члены которой были издавна судьями и юристами. Получил юридическое образование и стал адвокатом, а позднее занимал разные почётные должности в родном городе (в 1675 году был назначен капитулом и в 1680 году начальником консистории); в 1681 году уехал путешествовать; в Риме познакомился с аббатом Давидом-Августином де Брюэсом, который повёз его в Париж.
В сотрудничестве с Брюэсом написал ряд водевилей: «Concert ridicule» (1689), «Secret révélé» (1690) и несколько серьёзных комедий: «Muet», подражание «Евнуху» Теренция, «Grandeur» (1681), «Sot toujours sot», «Important», комедия (1703). Согласно ЭСБЕ, «наклонность к фарсу и грубой шутке составляла отличительную черту его таланта». В 1694 году стал одним из первых членов Академии флоралий в Тулузе.
Вернувшись в Париж после 11-летнего путешествия по Италии в качестве секретаря великого приора Вандома, Жан Палапра сочинил, в соавторстве с тем же Брюэсом, пьесу «Avocat Patelin» (1706) и затем один — следующие работы: «Qui proquo», «Hercule et Omphale», «Ballet extravagante», «Prude du temps», комедия. Впоследствии получил придворную должность в Париже. В 1711 году вышло собрание его сочинений («Oeuvres de Palaprat»); собрание сочинений обоих авторов было издано под заглавием «Oeuvres de Brueys et de Palaprat» (1735—1755, 5 томов). Ныне в его честь в Тулузе названа улица.